# Ålands riksdagsledamot
Ålands riksdagsledamot företräder Åland i Finlands riksdag. Ledamoten bevakar Ålands intressen i frågor som utrikespolitik, skatter, domstolar, tull samt civil- och straffrätt och ser till att självstyrelselagen följs. Arbetet omfattar även frågor som rör det svenska språket och sjöfarten. Sedan 2015 är Mats Löfström Ålands riksdagsledamot.

## Val
Valet av Ålands riksdagsledamot sker på samma sätt som övriga riksdagsval i Finland, men Landskapet Ålands valkrets har bara ett mandat. Åland blev en egen valkrets 1948 och är den minsta av Finlands 15 valkretsar. Tidigare tillhörde Åland Egentliga Finlands valkrets. Ålands valkrets är den enda i Finland som nämns i både grundlagen och självstyrelselagen.

### Riksdagsval 2015
I valet 2015 deltog sju kandidater på två listor.
Åländsk samling, gemensam lista
- Nr 2 Cecilia "Cia" Jansson (ms)
- Nr 3 Sara Kemetter (s)
- Nr 4 Mats Löfström (c)
- Nr 5 Elisabeth Nauclér (ob)

Liberala listan
- Nr 6 Mats Perämaa (lib)
- Nr 7 Julia Birney
- Nr 8 Kent Eriksson

Mats Löfström blev vald med 5 210 röster, medan Elisabeth Nauclér fick 4 588 röster.

### Riksdagsval 2007
I valet 2007 deltog sju kandidater på två listor.
Borgerlig allians, gemensam lista
- Roger Eriksson (lib)
- Magnus Lundberg (c)
- Elisabeth Nauclér (ob)

Socialdemokraterna, gemensam lista
- Martin Nilsson (s)
- Camilla Gunell (s)
- Kaj Grundström (s)
- Barbro Sundback (s)

Elisabeth Nauclér vann valet med 4 385 röster. Roger Eriksson fick 4 022 röster och blev hennes ersättare. Valdeltagandet var 57,1 procent.
Övriga resultat:
- Magnus Lundberg: 1 149 röster
- Barbro Sundback: 757 röster
- Camilla Gunell: 395 röster
- Kaj Grundström: 340 röster
- Martin Nilsson: 117 röster

## Riksdagsledamöter sedan 1948
Följande personer har varit Ålands riksdagsledamöter sedan valkretsen bildades 1948:
- 1948–1959: Frans Larson
- 1959–1966: Elis Andersson
- 1966–1976: Evald Häggblom
- 1976–1983: Gunnar Häggblom
- 1983–2003: Gunnar Jansson
- 2003–2007: Roger Jansson
- 2007–2015: Elisabeth Nauclér
- 2015– : Mats Löfström